# Tam-Tams

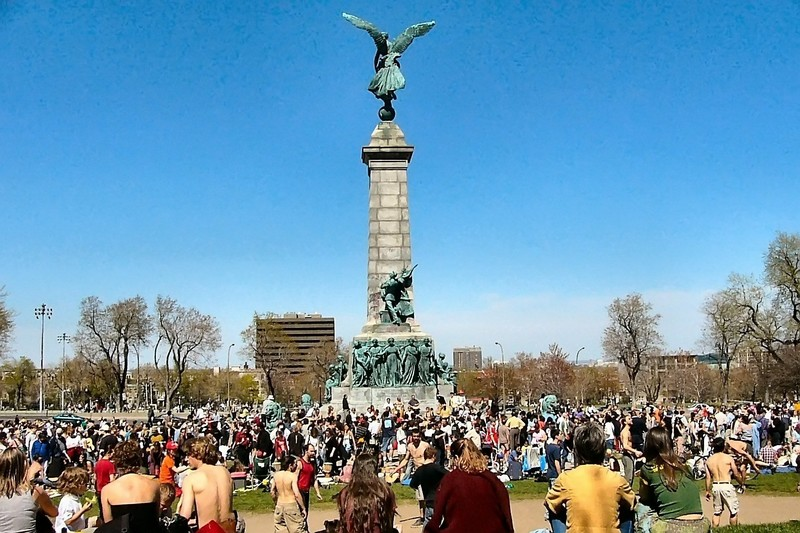
Tam-Tams am Cartier-Monument

Tam-Tams ist eine kulturelle Veranstaltung in Montreal, die beim George-Étienne-Cartier-Monument am nördlichen Ende des Parc du Mont-Royal stattfindet. Dabei versammeln sich an Sonntagnachmittagen mehrere hundert Trommler zum gemeinsamen Musizieren. Die Anlässe beginnen jeweils um 13:00 Uhr und dauern bis zum Sonnenuntergang. Sie ziehen Vertreter verschiedener Subkulturen, Tänzer, Händler und zahlreiche Schaulustige an.
Die Tradition der Tam-Tams, benannt nach dem französischen Wort für Handtrommeln, begann Ende der 1970er Jahre, als ein Trommler-Workshop sich im Park beim Monument zu treffen begann. Über die Jahre hinweg entwickelte sich daraus ein Treffpunkt für Einheimische und eine beliebte Attraktion für Touristen. Heute gelten die Tam-Tams als Symbol der Montrealer Vielfältigkeit und Gastfreundschaft. Der Anlass ist spontaner Natur, es gibt keine feste Organisation und keine zuständige Kulturbehörde. Die Stadtbehörden beschränken sich auf die Präsenz einiger Polizisten und das Erteilen von Verkaufsbewilligungen für Händler.